# James Ellison (attore)
James Ellison, nato James Ellison Smith (Guthrie Center, 4 maggio 1910 – Monterey, 23 dicembre 1993), è stato un attore statunitense.

## Filmografia parziale
- Heart of the West, regia di Howard Bretherton (1936)
- La conquista del West (The Plainsman), regia di Cecil B. DeMille (1936)
- L'evaso giustiziere (Three on the Trail), regia di Howard Bretherton (1936)
- Una donna vivace (Vivacious Lady), regia di George Stevens (1938)
- Zenobia, regia di Gordon Douglas (1939)
- La ragazza della 5ª strada (5th Avenue Girl), regia di Gregory La Cava (1939)
- La zia di Carlo (Charley's Aunt), regia di Archie Mayo (1941)
- The Undying Monster, regia di John Brahm (1942)
- Banana split (The Gang's All Here), regia di Busby Berkeley (1943)
- Ho camminato con uno zombi (I Walked with a Zombie), regia di Jacques Tourneur (1943)
- Lady, Let's Dance, regia di Frank Woodruff (1944)
- Dead Man's Trail, regia di Lewis D. Collins (1952)
- When the Girls Take Over, regia di Russell Hayden (1962)